# 自由欧洲电台／自由电台
自由歐洲電台／自由電台（英語：Radio Free Europe/Radio Liberty, RFE/RL）是一家由美國國會出資建立的廣播和通訊電台組織，目的是使“被执政當局所禁止的信息自由傳播”。自由歐洲電台運作区域为歐洲、亞洲和中東，通過短波、中波、調頻和互聯網，以28種語言每週廣播超過1000小時。
冷战期间，1949年成立的自由欧洲电台（Radio Free Europe, RFE）向苏联卫星国和波罗的海国家广播，成立於1953年的自由電台（Radio Liberty, RL）向苏联广播，两家電台於1976年合併。
1949年至1995年，自由歐洲電台總部位於西德慕尼黑英國公園。1995年，自由歐洲電台總部轉移到捷克共和國布拉格。

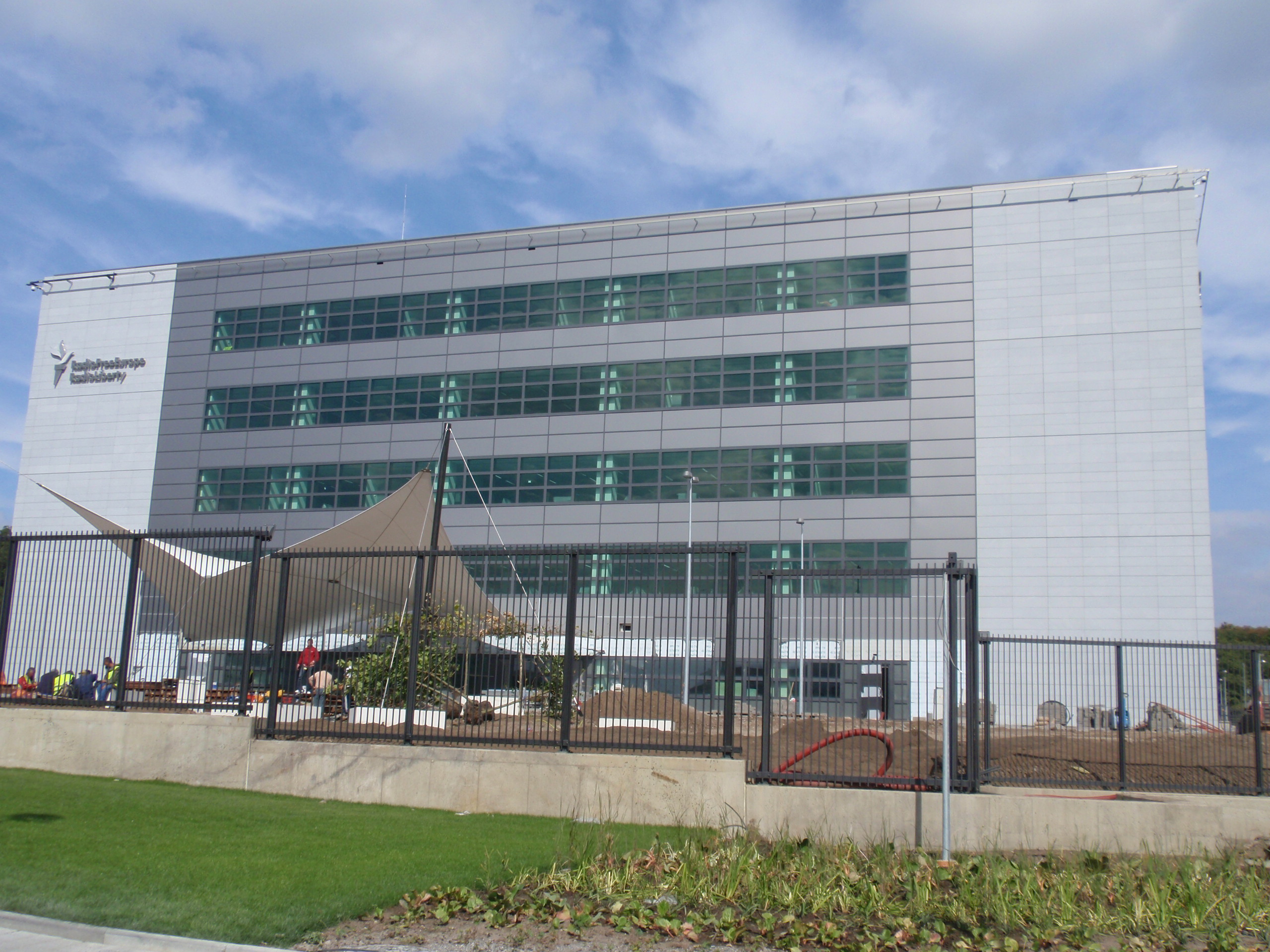
自由歐洲電台總部大樓

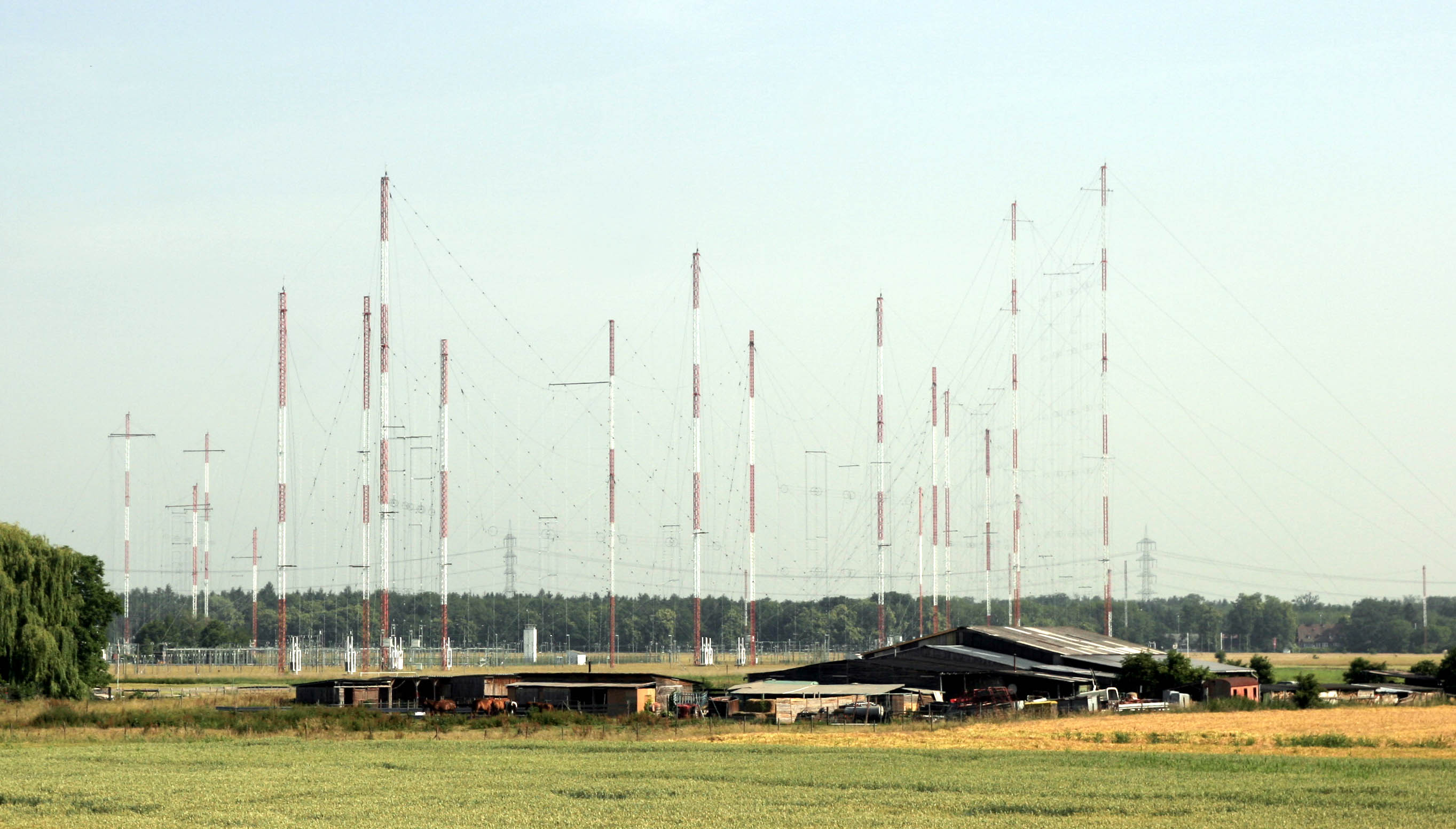
自由歐洲電台德國比布利斯發射站

## 歷史

### 成立
國家自由歐洲委員會於1949年6月在紐約建立。自由歐洲電台為這個委員會服務。自由歐洲電台總部設於慕尼黑，1950年7月4日第一次短波播音是向捷克斯洛伐克。1956年，自由歐洲電台進行了多項更改，包括確保廣播的準確性和專業性，同時保持新聞記者的自主權。
這個組織的資金來源是美國國會，美國國會在1971年從中央情報局接手這個組織。 廣播曾是中情局對鐵幕後進行心理戰的一部分。中央情報局建立自由歐洲電台的事直到1971年才被公眾知曉。自由歐洲電台秘密地從美國中央情報局接收資金至1972年。
1971年，自由歐洲電台在特拉華州以非盈利組織重組，並且移交給國際廣播局管理，其預算改為公開撥款。1975年，自由歐洲電台與1951年成立的自由電台（Radio Liberty，旧称解放电台）合并，其官方名称改为自由欧洲电台／自由电台（RFE/RL）。1994年国际广播局也改为广播理事会。

### 总部遇袭
1981年2月21日，自由歐洲電台在慕尼黑的總部受到一枚炸彈襲擊。数人受傷，但无人死亡。1989年後披露的斯塔西檔案顯示，爆炸在豺狼卡洛斯的指揮下進行，並由罗马尼亚领导人齊奧塞斯庫提供财务支持。但據克格勃情報部K前負責人Oleg Kalugin說，襲擊行動由情報部在兩年內計劃，Oleg Tumanov參與策劃了行動。Tumanov於1986年撤退至蘇聯。這一發現牽涉到內希波連科（Oleg Nechiporenko）。內希波連科從未否認他參與过，他曾於2003年接受《自由廣播電台》採訪。

### 苏联干擾
共產黨政權經常派特工滲入自由欧洲电台總部，克格勃則經常發出干擾信號阻止播出。蘇聯在1988年前經常試圖干擾自由歐洲電台／自由電台的廣播節目。大多數情況下，在東歐共產主義國家收聽自由歐洲電台是非法的，必須秘密收聽。為了阻止收聽，當局不僅干擾自由歐洲電台的廣播信號，還會逮捕收聽者。
干擾是一個昂貴的過程。1958年，苏共中央认为，人為干擾所花費的金額大於國內和國際廣播所花費的總和。苏共中央承認，在蘇聯有可能也存在規避干擾的方法。由於資源有限，苏联政府会根據西方广播的位置、語言、時間和主題來確定干擾。干擾的強度會隨時間波動。1962年古巴导弹危機期間和之後，干擾力度增强，並於1968年再次加强劇。1973年，干擾活动暫停。

### 切尔诺贝利核事故
在1986年4月26日切爾諾貝利核事故之後的兩天内，蘇聯官方媒體沒有報導任何有關這場災難的新聞，接下來的四個月中也沒有对此进行完整報導。蘇聯人民一時對前後矛盾的報導感到沮喪。災難發生後，自由歐洲電台報導了在烏克蘭苏维埃社會主義共和国执行清理活动人员的困境。
1985年至1993年，這個組織负责运营自由阿富汗電台。
蘇聯解体之后，自由歐洲電台的經費縮減了：1995年其總部遷往布拉格，歐洲部門大大縮減。 1994年自由伊拉克電台和法爾達電台提供波斯語服務，1997年增加對了科索沃的廣播。稍後對阿富汗重新開始提供普什圖語和達利語廣播。

### 冷战之后
1995年，RFE/RL将总部从慕尼黑迁至布拉格捷克斯洛伐克联邦议会大楼内。自1992年捷克斯洛伐克解体以来一直空置。克林顿政府大幅减少了资金投入，并将该服务置于美国新闻局的监督之下。
RFE/RL主席Jeffrey Gedmin于2008年表示，该机构的使命是在新闻媒体被政府禁止或尚未完全建立的国家充当新闻自由的替代者，设有20个地方办事处。 受到批评报道的政府经常试图通过一系列策略来阻碍电视台的活动，包括大规模干扰、关闭当地转播附属机构或寻找合法借口关闭办事处。
RFE/RL表示将继续与独裁政权斗争，争取在其国家内自由广播的许可。2009年1月1日，阿塞拜疆对该国境内包括RFE/RL在内所有外国媒体实施禁令。
1998年，RFE/RL开始向伊拉克广播。伊拉克总统萨达姆·侯赛因命令伊拉克情报局“暴力扰乱自由欧洲电台在伊拉克的广播”，计划从街对面的窗户用RPG-7攻击总部，被捷克安全信息局挫败。
2008年，阿富汗总统哈米德·卡尔扎伊在RFE/RL的阿富汗电台阿萨迪电台上听到一名强奸受害者的故事后，敦促政府向她提供援助。据2009年报道，阿萨迪电台是阿富汗最受欢迎的广播电台，阿富汗听众每月向该电台邮寄数百封手写信件。
2010年1月15日，RFE/RL开始以普什图语向巴基斯坦普什图部落地区广播。 该服务被称为马沙尔电台，旨在对抗巴基斯坦和阿富汗边境地区日益增多的当地伊斯兰极端主义广播电台。
2014年，RFE/RL和美国之音推出了新的俄语电视新闻节目《Current Time》，“为与俄罗斯接壤的国家的观众提供平衡的选择”，称俄罗斯媒体制造的虚假信息正在加剧该地区的不稳定。
RFE/RL宣布将于2018年底前将其新闻服务恢复给保加利亚和罗马尼亚，因为人们越来越担心这两个国家民主成果的逆转以及法治和司法系统受到的攻击。罗马尼亚新闻服务于2019年1月14日重新启动，保加利亚新闻服务于2019年1月21日重新启动，匈牙利新闻服务也于2020年9月8日重新启动。
2020年白俄罗斯总统选举后，自由电台和独立媒体资源承受着来自當地政府和执法部门的巨大压力。2020年10月2日，白俄羅斯当局取消了记者的采访资格。2021年7月16日，电台在明斯克的办公室和记者的住所遭到警方突击搜查。
2025年3月15日，美國特朗普政府下令暫停資助自由歐洲電台。